# کوه میوگی
کوه میوگی (به ژاپنی: 妙義山) (میوگی‌سان) از بلندترین کوه‌های استان گونما در ژاپن است. به خاطر تغییرات آب‌وهوایی قله‌های آن شکل‌های زیبایی به خود گرفته‌است. مسیرهای پیاده‌روی و گردشگری بسیاری در این کوه وجود دارد و هنگامی که برگ درختان تغییر رنگ می‌دهد مناظر بسیار زیبایی را در آن می‌توان دید 1.
این کوه، به همراه کوه آکاگی و کوه هارونا به عنوان سه کوه جومو (جومو نام قدیم استان گونما است) شناخته می‌شود.

## در فرهنگ
از این کوه در مانگا، بازی ویدئویی و سری انیمه اینیشیال دی نام برده شده‌است. در این سری، این کوه خانه گروه مسابقه بچه‌های شب بود و سه مسابقه در آن برگزار شد.